# Црни Арапин
У српској митологији, црни Арапин је назив за арапе и црнце. Црни Арапин се често приказује као црнопути насилник који отима жене и девојке.
У једној причи Арапин је, пошто је био посечен у бици, побегао носећи своју главу под мишком, док у неким предањима и народним песмама фигурише црни троглави Арапин. За један гроб надомак Новог Пазара се сматрало да је "троглавог Арапина". У српском, као и у веровањима других балканских народа, Арапин је хтонични демон, замена за ђавола. Неки аутори га упоређују са Триглавом.